# Probosca handlirschii
Probosca handlirschii is een keversoort uit de familie schijnboktorren (Oedemeridae). De wetenschappelijke naam van de soort is voor het eerst geldig gepubliceerd in 1899 door Seidlitz.